# ميخائيل فاسيليف (مستكشف)

صورة ميخائيل فاسيليف

ميخائيل نيكولايفيتش فاسيلييف (بالروسية: Михаил Николаевич Васильев؛ 1770 - 23 يونيو 1847) كان مستكشفًا روسيًا ونائب أدميرال في البحرية الروسية الإمبراطورية. يشتهر بأنه قام برسم خرائط ساحل ألاسكا المعروف آنذاك كملاح. تم إرسال فاسيلييف من قبل الخدمة المائية الإمبراطورية الروسية في عام 1819 لاستكشاف الأجزاء الشمالية من المحيط الهادئ وبخاصة المنطقة حول مضيق بيرينغ. تم تسمية بعض المعالم الجغرافية لساحل ألاسكا، مثل شبه جزيرة ليندنبرغ وجزيرة سيليون، بأسمائه في الخرائط التي تم نشرها فيما بعد.
في عام 1820، دخل ميخائيل فاسيلييف على متن السفينة "أوتكريتي" (اكتشاف) إلى بحر تشوكتشي واستكشف ساحل ألاسكا من خليج كوتزيبو إلى رأس آيسي وبعد ذلك من خليج نورتون إلى رأس نيونهام. وكان يرافقه غليب سيمينوفيتش شيشماريف (1781-1835)، الذي كان في قيادة السفينة «بلاغوناميريني» (نية حسنة). بعد هذه الدراسات، والتي يُعتقد أنه كان أول أوروبي يرى جزيرة نونيفاك، ابحر فاسيلييف إلى بيتروبافلوفسك وعاد إلى كرونشتادت، حيث وصل في 2 أغسطس 1822.
اسم فاسيلييف يتم تهجئتهفاسيليف في الولايات المتحدة، حيث تم تسمية خليج فاسيليف في أتكا ورأس فاسيلييف في جزيرة نونيفاك باسمهما على يدي الكابتن فيودور بيتروفيتش ليتكي. تم إعادة تسمية رأس فاسيلييف لاحقًا بـ «رأس كوروين» من قبل لجنة المواقع الجغرافية في الولايات المتحدة في عام 1909. هناك معالم جغرافية أخرى على ساحل ألاسكا وجزر الألوتيان تحمل اسم فاسيليف، ولكن ليس واضحًا بعد أي فاسيلييف تم تسميتها بهذا الاسم.